# Bataljon
Bataljon (angleško Battalion, nemško Bataillon) je stalna pehotna formacija.
Bataljon je sestavljen iz 3-5 čet in mu poveljuje major oz. podpolkovnik. Glede na tip formacije in same kopenske vojske ima bataljon od 300 do 1.000 vojakov. Artilerijska formacija velikosti bataljona je divizion.
Pehotni bataljon kopenske vojske ZDA je sestavljena iz:
- štab bataljona
- 4x pehotna četa
- podporna četa